# Kauhajoki flygplats
Kauhajoki flygplats är en flygplats i Finland.   Den ligger i den ekonomiska regionen  Suupohja och landskapet Södra Österbotten, i den sydvästra delen av landet, 290 km nordväst om huvudstaden Helsingfors. Kauhajoki flygplats ligger 124 meter över havet.
Terrängen runt Kauhajoki flygplats är platt. Runt Kauhajoki Airport är det glesbefolkat, med 10 invånare per kvadratkilometer. Närmaste större samhälle är Kauhajoki, 11,2 km väster om Kauhajoki flygplats. I omgivningarna runt Kauhajoki flygplats växer i huvudsak blandskog.